# Stefan Putowski
Stefan Bernard Putowski (ur. 20 sierpnia 1903 w Warszawie, zm. 26 stycznia 1985 tamże) – polski architekt i urbanista.

## Życiorys
Urodził się 20 sierpnia 1903 w Warszawie, w rodzinie Romana (1868–1935) i Stefanii z Wyrzyków.
W 1920 walczył jako ochotnik Wojska Polskiego (podporucznik rezerwy), ranny. W 1923 ukończył gimnazjum dla byłych wojskowych w Warszawie. W 1933 ukończył studia na Wydziale Architektury Politechniki Warszawskiej. Był jednym z autorów Generalnego Planu Zagospodarowania Przestrzennego Warszawy i głównym projektantem planu zagospodarowania Doliny Wisły na terenie aglomeracji warszawskiej. Wiele projektów wykonał z inż. arch. Tadeuszem Kaszubskim. Ich projekt łódzkiej Wolnej Wszechnicy Polskiej z 1937 zdobył III miejsce w konkursie architektonicznym.
Był głównym projektantem autorskiego zespołu „Wisła” z Biura Planowania Rozwoju Warszawy, który za projekt zagospodarowania 172 km doliny Wisły uzyskał w 1977 honorową nagrodę Ministra Gospodarki Terenowej i Ochrony Środowiska „za wybitne osiągnięcia twórcze”.
Członek Oddziału Warszawskiego SARP, członek honorowy TUP (1979).
Pochowany na cmentarzu Powązkowskim (kwatera 56-6-18).

## Życie prywatne
Mąż architektki Jadwigi Putowskiej (1904–1980).

## Ordery i odznaczenia
- Krzyż Kawalerski Orderu Odrodzenia Polski (1964)
- Złoty Krzyż Zasługi (21 czerwca 1954)[5]
- Medal Pamiątkowy za Wojnę 1918–1921[1]
- Medal 10-lecia Polski Ludowej (15 marca 1955)[6]
- Złota Odznaka SARP (1972)
- Srebrna Odznaka SARP (1964)

## Projekty
- Gmach Muzeum Ziemi Pomorskiej w Toruniu im. J. Piłsudskiego (1936) wspólnie z Tadeuszem Kaszubskim[7]
- Dom Związku Harcerstwa Polskiego przy ul. Łazienkowskiej 7 w Warszawie (1937) wspólnie z Tadeuszem Koszubskim[8]
- Wolna Wszechnica Polska w Łodzi (1937) wspólnie z Tadeuszem Kaszubskim[9]
- Kino Moskwa w Warszawie (1948) wspólnie z Kazimierzem Marczewskim[10]
- Dom Słowa Polskiego (1949) wspólnie z Kazimierzem Marczewskim
- Kino W-Z w Warszawie (1950) współprojektant z Kazimierzem Marczewskim i Marianem Piprekiem[11]
- Gmach główny SGH (1951–1955) na podstawie zmodyfikowanego projektu Jana Koszczyca Witkiewicza z 1924[12]
- Spółdzielcze Osiedle Mieszkaniowe "Niedźwiadek" w Ursusie (1965), we współpracy z Tadeuszem Zielińskim, Piotrem Nagabczyńskim i Krystyną Rudzińską[13][14]
- Dom Kultury Petrochemii w Płocku (1975) wspólnie z Tadeuszem Zielińskim[15]